# Parc national de la Côte Blanche de Sviatoslav
Le parc national de la Côte Blanche de Sviatoslav (en ukrainien : Білобережжя Святослава) est un parc national situé dans l’oblast de Mykolaïv, au sud de l’Ukraine.

## Historique
Le parc a été créé par le décret présidentiel du 16 décembre 2009 pour protéger la péninsule de Kinbourn à la confluence du Dniepr et du Boug méridional. Les rus' de Kiev nommaient ces étendues les côtes blanches, c'est en ce lieu que Sviatoslav Ier hivernait en 972 avec ses hommes.

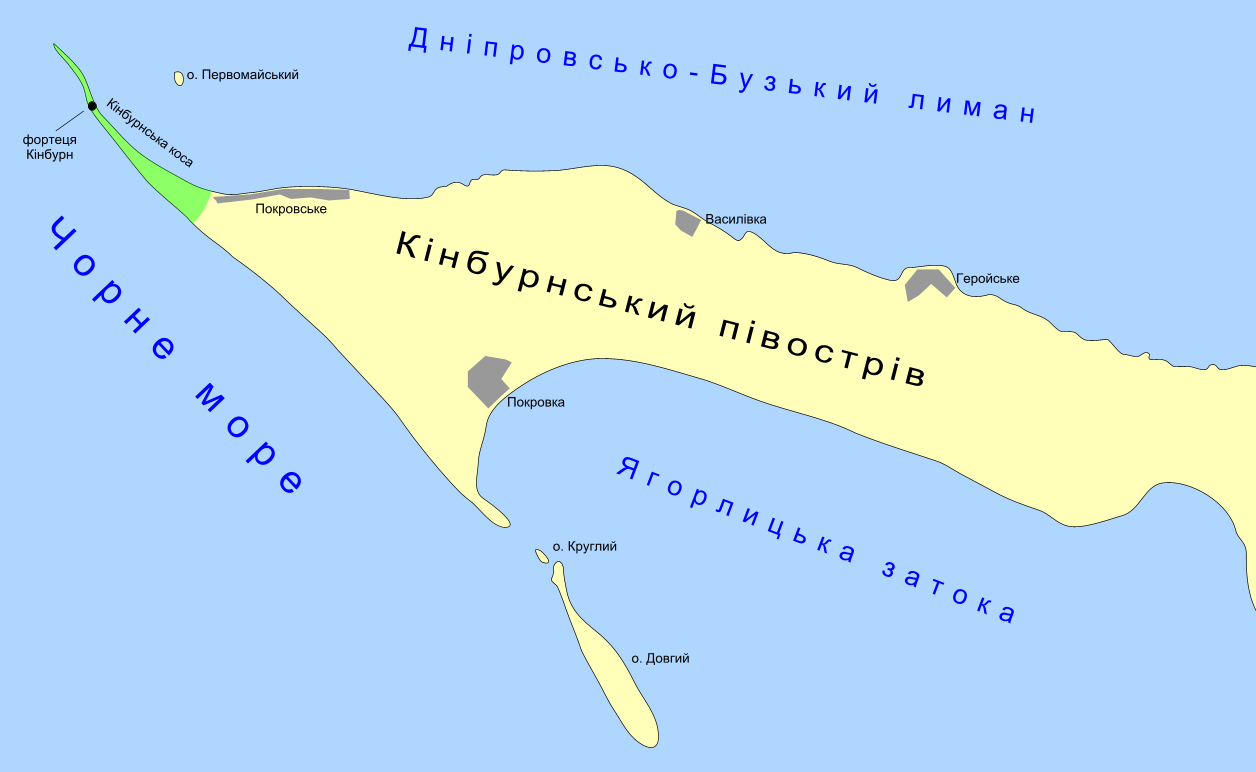
Péninsule de Kinbourn, réserve naturelle
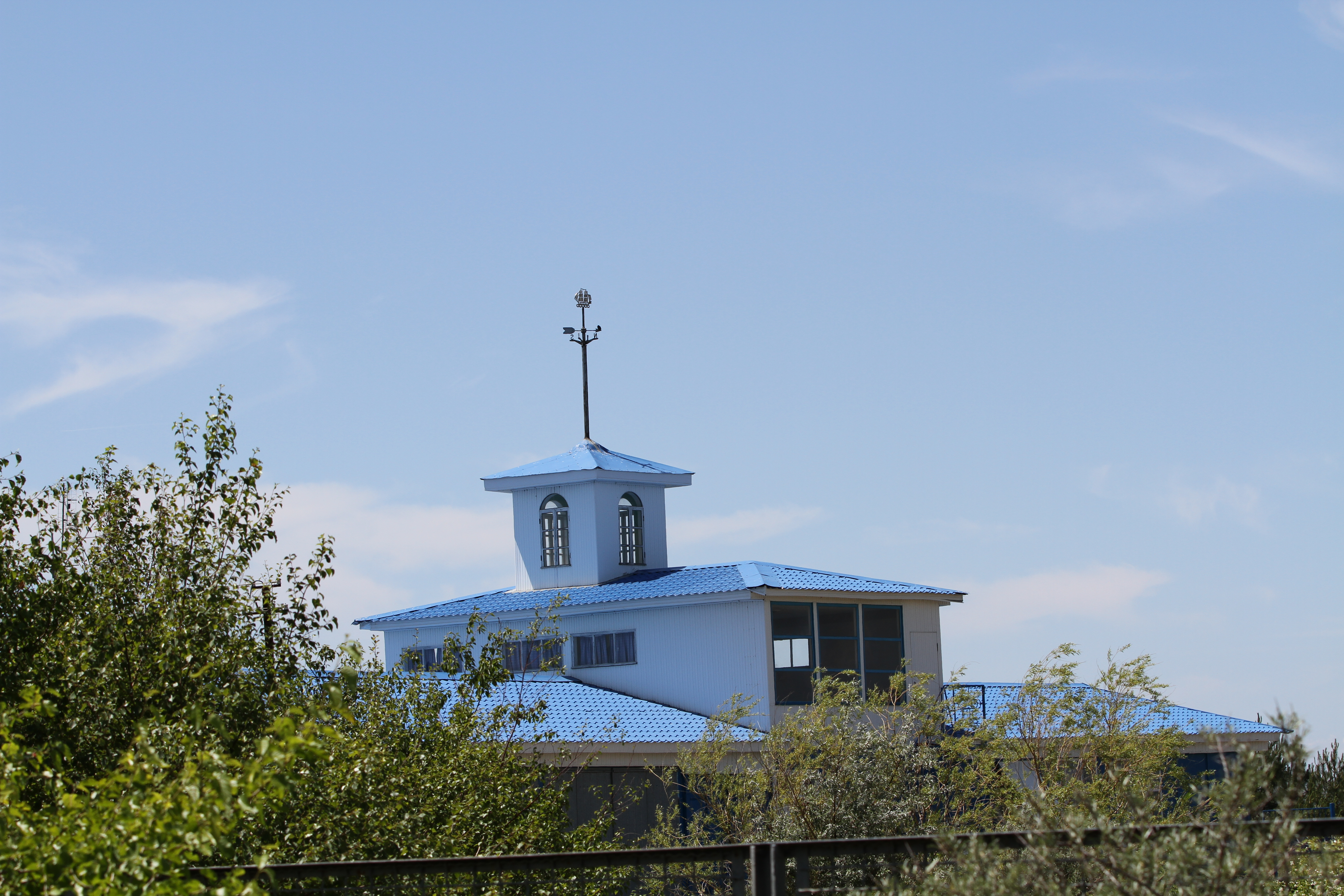
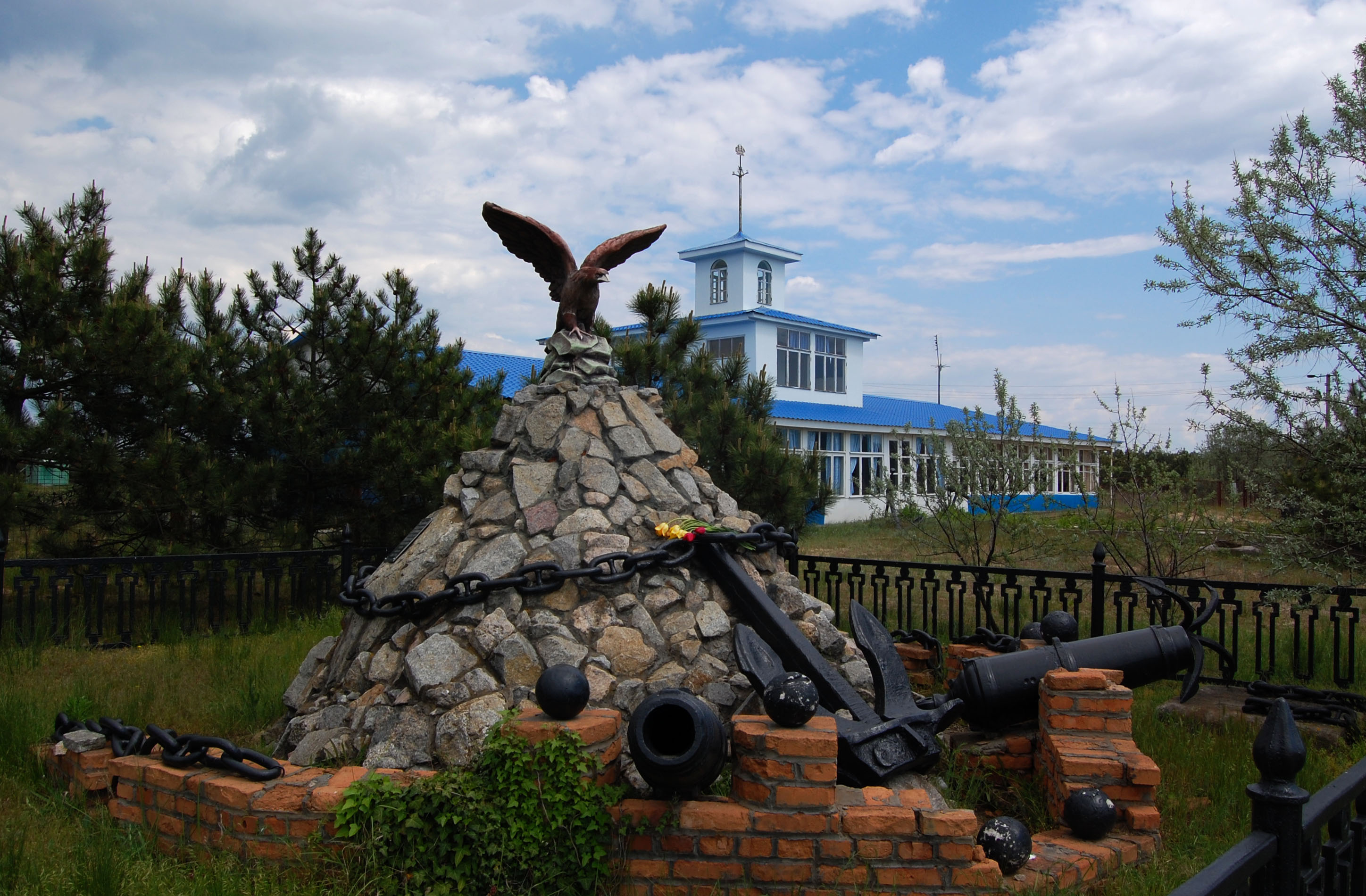
monument à Sydor Bely.
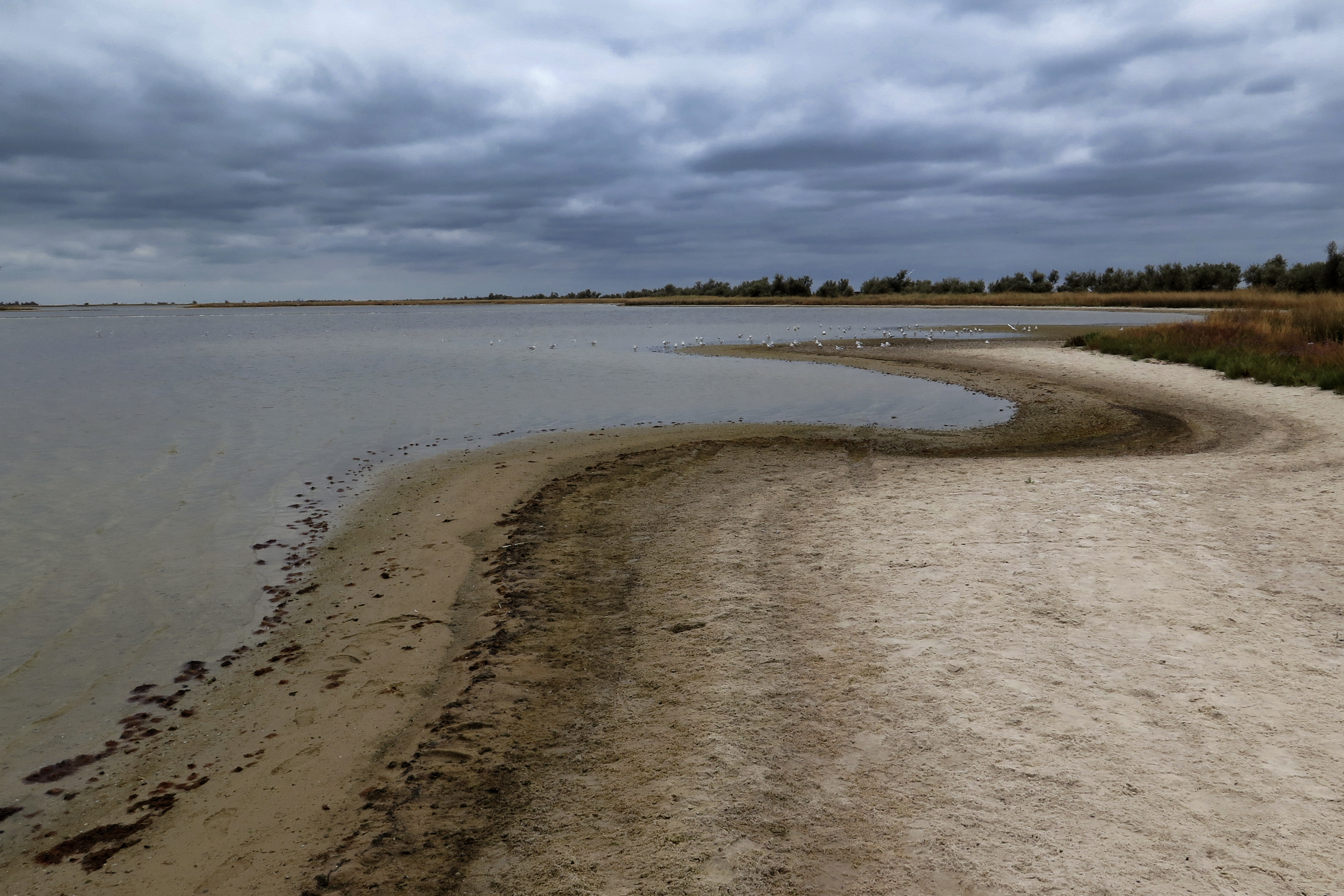
Plage
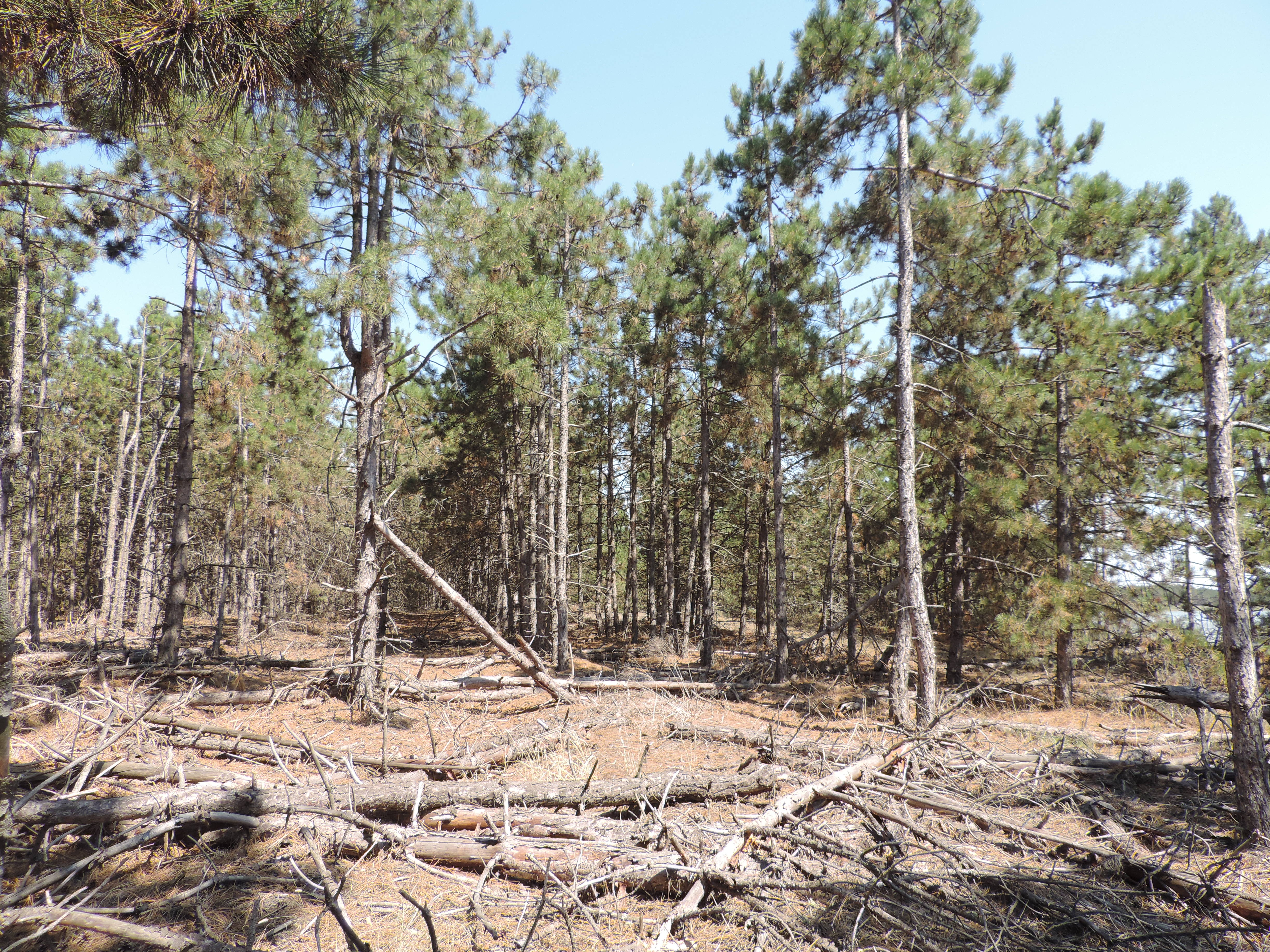
et foret du parc.

## La faune

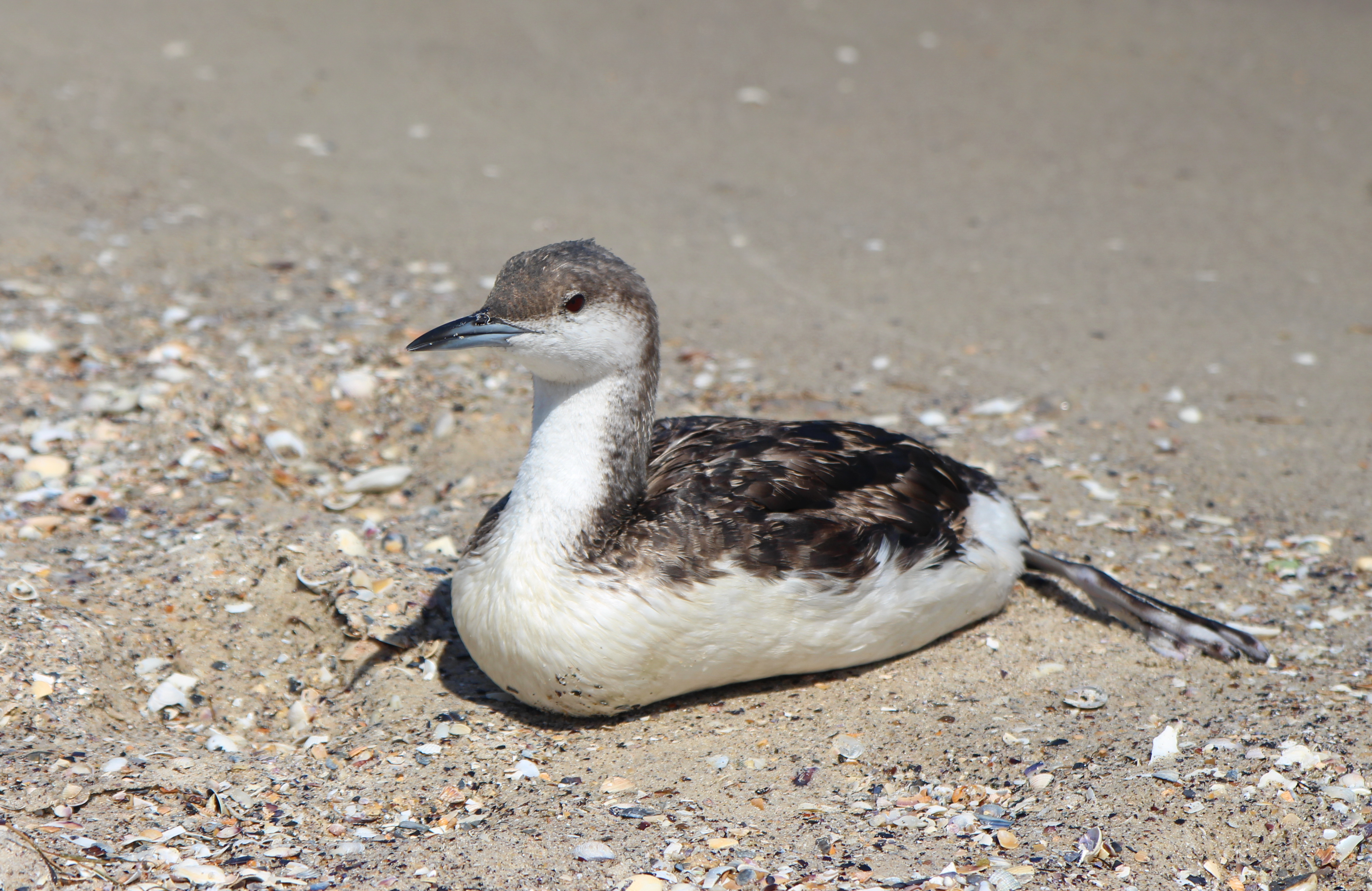
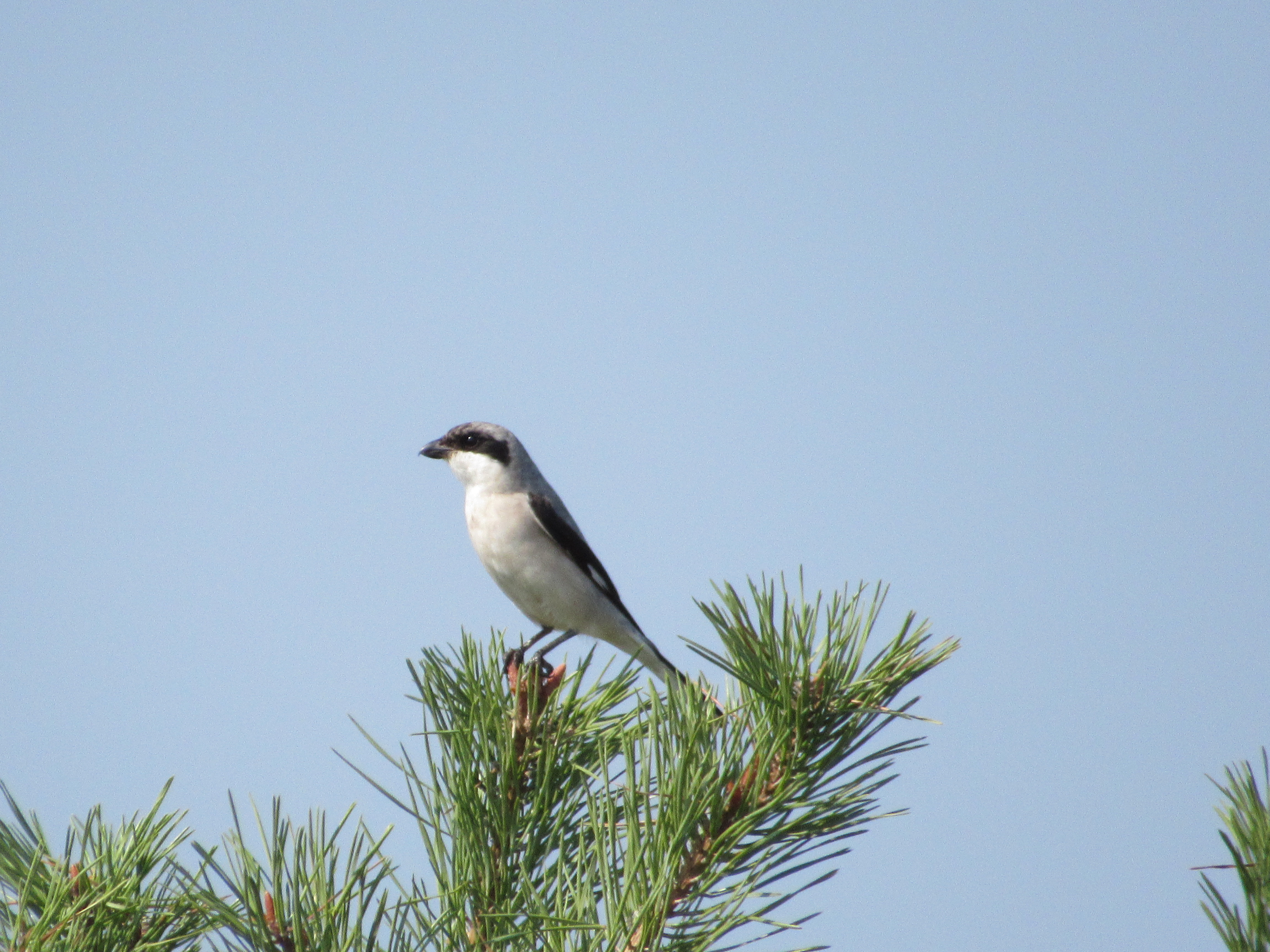
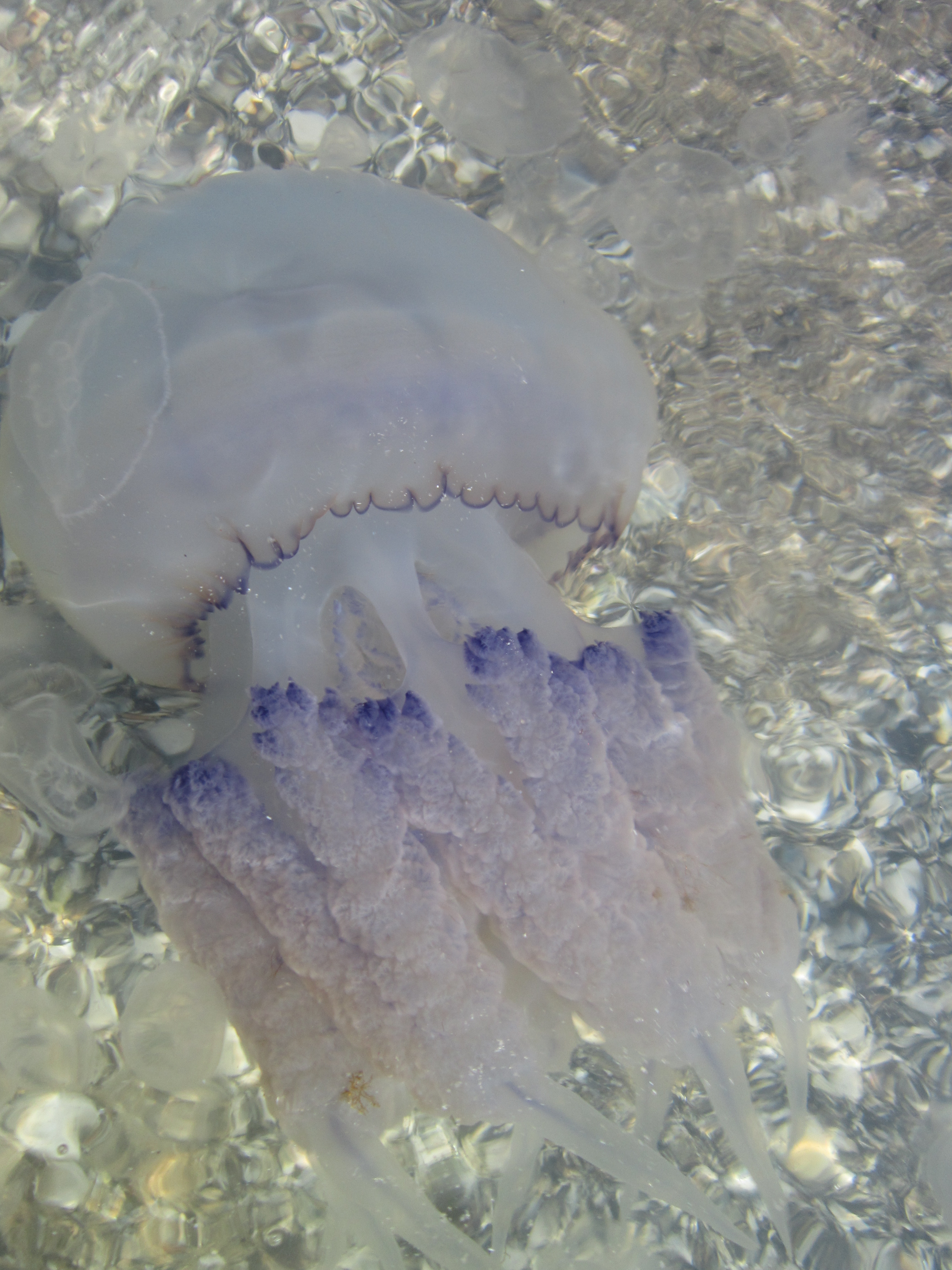
méduse.